# LUM!X
Luca Michlmayr også kaldt som LUM!X (født 23. juli 2002) er en østrigsk DJ og musik Producer. Han har repræsenteret Østrig ved Eurovision Song Contest 2022 i Torino sammen med vokalisten Pia Maria med sangen "Halo" og kom på en 15. plads i semifinale 1 og de kvalificerede sig ikke til finalen.